# Mazé-Milon
Mazé-Milon ist eine französische Gemeinde mit 5.770 Einwohnern (Stand: 1. Januar 2022) im Département Maine-et-Loire in der Region Pays de la Loire. Sie gehört zum Arrondissement Saumur und zum Kanton Beaufort-en-Anjou. 
Mazé-Milon wurde zum 1. Januar 2016 als Commune nouvelle aus den Gemeinden Mazé und Fontaine-Milon gebildet. Der Verwaltungssitz befindet sich in Mazé.

## Geographie
Mazé-Milon liegt etwa 21 Kilometer ostnordöstlich vom Stadtzentrum von Angers am Authion und am Couasnon in der Baugeois. Umgeben wird Mazé-Milon von den Nachbargemeinden Cornillé-les-Caves im Norden und Nordwesten, Jarzé Villages im Norden, Sermaise im Nordosten, Saint-Georges-du-Bois im Osten und Nordosten, Beaufort-en-Anjou im Osten, La Ménitré im Südosten sowie Loire-Authion im Süden und Westen.

## Gliederung
| Ortsteil               | ehemaliger INSEE-Code | Fläche (km²) | Einwohnerzahl (2022) |
| ---------------------- | --------------------- | ------------ | -------------------- |
| Mazé (Verwaltungssitz) | 49194                 | 33,33        | 5.193                |
| Fontaine-Milon         | 49139                 | 08,46        | .0577                |

## Sehenswürdigkeiten

### Mazé

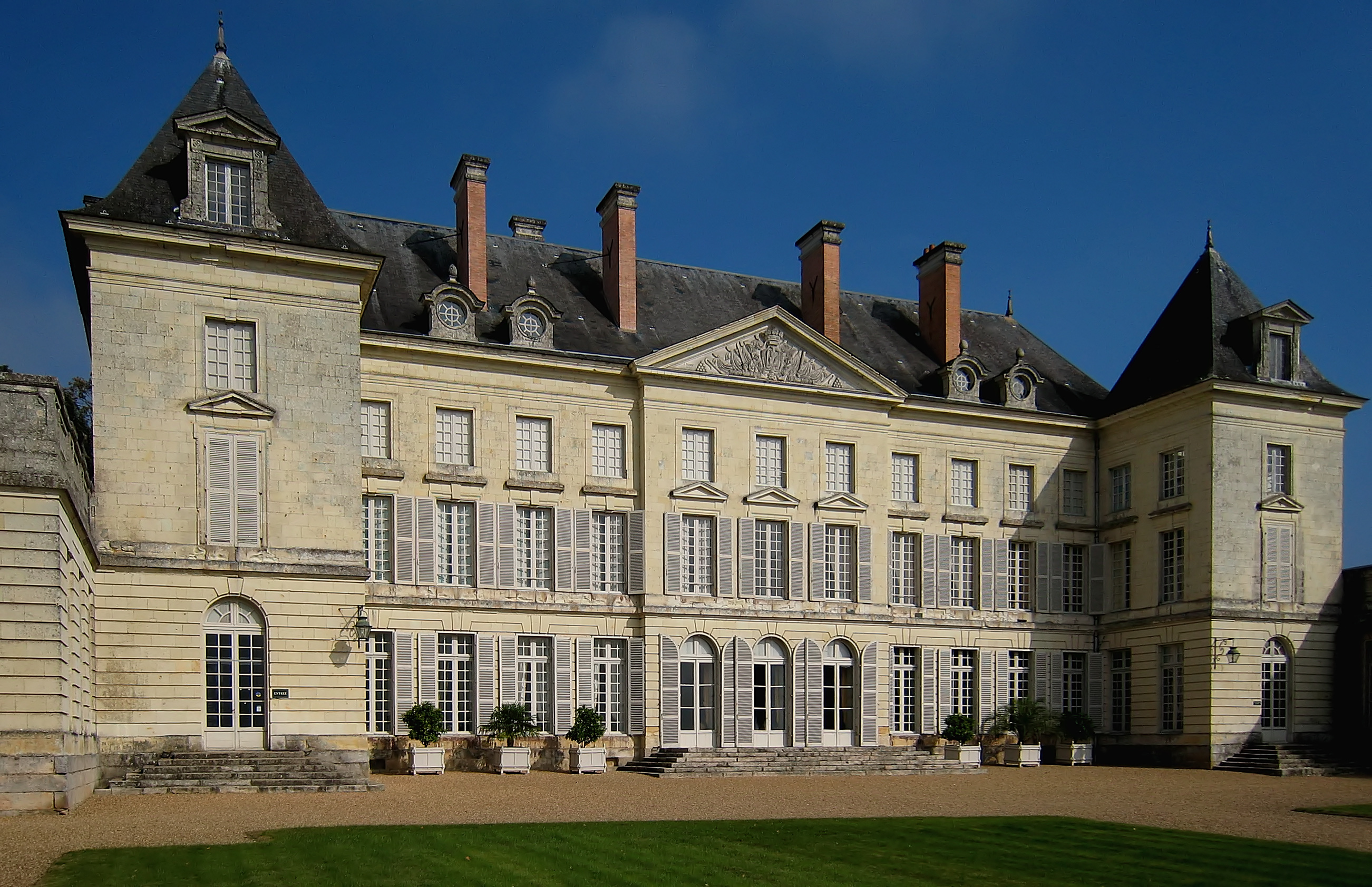
Schloss Montgeoffroy

- Schloss Montgeoffroy, 1772 erbaut

### Fontaine-Milon
- Herrenhaus Le Châtelet